# 姜骁宇
姜骁宇（1989年6月11日—），是中国足球运动员，曾经入选国青队，2009年姜骁宇从成都谢菲联租借到葡萄牙甲级联赛球队欧汉尼斯后回到成都谢菲联。2010年7月二次转会期间，姜骁宇再被成都谢菲联租借到沈阳东进。